# Stadio Filadelfia

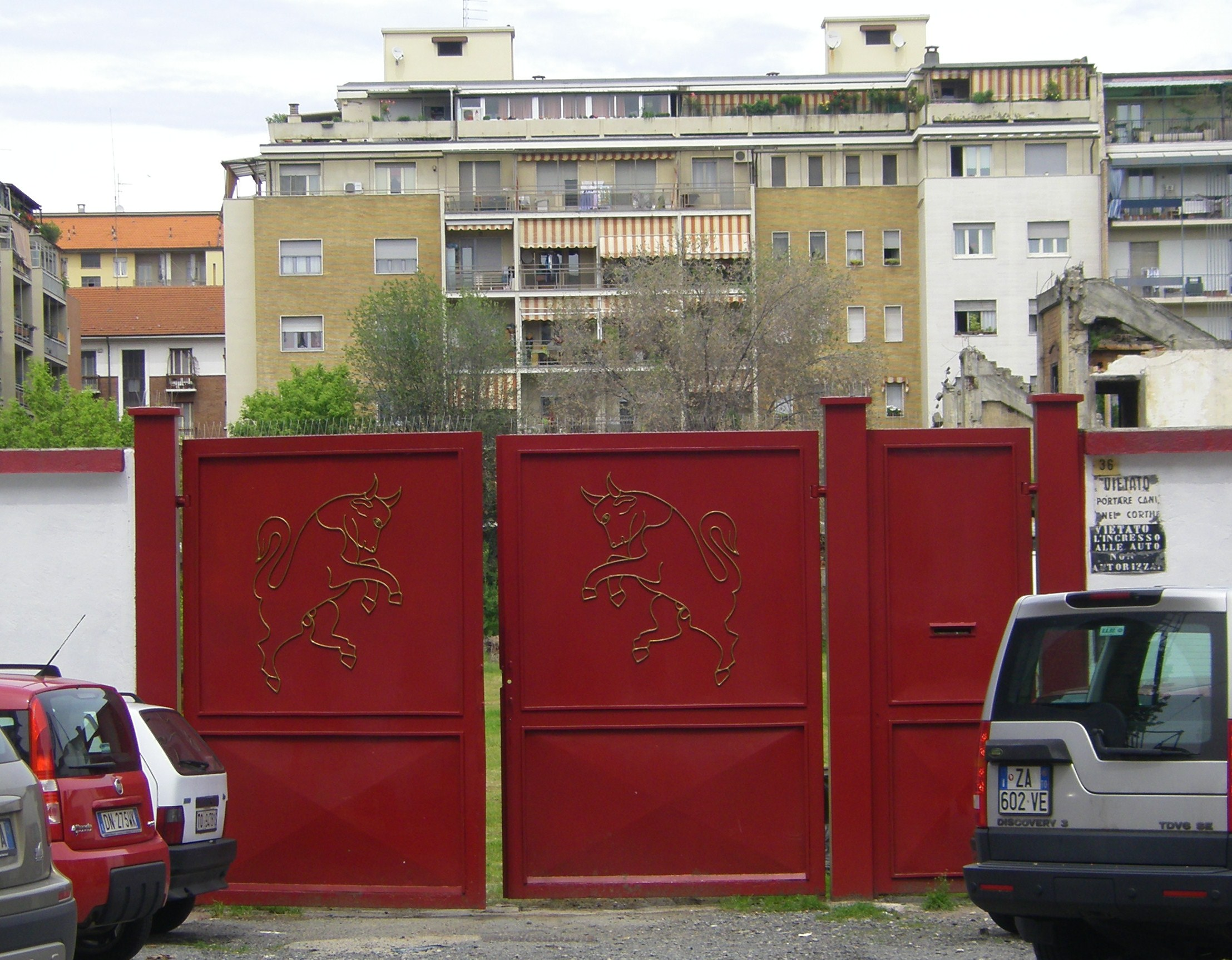
Ehemaliger Stadioneingang an der Via Filadelfia (2010)

Das Stadio Filadelfia ist ein Fußballstadion in der italienischen Stadt Turin, Region Piemont. Das alte Stadion war von 1926 bis 1963 die Spielstätte des FC Turin. Im Stadion feierte der Verein in den 1940er Jahren als Grande Torino seine größten Erfolge. Von Oktober 2015 bis Mai 2017 wurde das Stadion an alter Stätte mit rund 4.200 Plätzen wieder aufgebaut.

## Geschichte

### Bau und Eröffnung
Das Stadio Filadelfia wurde 1926 innerhalb weniger Monate errichtet. Initiator des Projektes war der damalige Präsident des Foot Ball Club Torino, Enrico Marone Cinzano, der eigens zur Finanzierung des Projekts die Aktiengesellschaft Società Civile Campo Torino (SCCT) gegründet hatte. Es war die erste „wirkliche“ Heimstätte des 1906 gegründeten Klubs und beinhaltete auch die Geschäftsstelle sowie die Trainingseinrichtungen des Vereins. Der Antrag auf Baugenehmigung datierte vom 24. März 1926, und das Eröffnungsspiel zwischen dem Foot Ball Club Torino und Fortitudo Roma – einem von drei Vereinen, die sich 1927 zum AS Rom zusammenschlossen – wurde bereits am 17. Oktober 1926 ausgetragen. Die 15.000 Zuschauer im ausverkauften Stadion erlebten einen 4:0-Sieg der Heimmannschaft.

### Die ersten Jahre
Das neue Stadion erwies sich bereits früh als sportlicher „Glücksfall“ für den FC Turin, der gleich in seiner ersten Saison 1926/27 an neuer Wirkungsstätte den italienischen Meistertitel gewann. Dass er ihn wegen angeblicher Regelwidrigkeiten allerdings wieder aberkannt bekam, warf bereits die Schatten einer gewissen Tragik voraus, die Verein und Stadion miteinander verbanden. Denn der Verein erlebte im Zusammenhang mit dieser Wirkungsstätte seine größten Erfolge, aber auch sein größtes Unglück. Die aberkannte Meisterschaft machte der FC Turin auf die Weise wieder gut, dass er seine Dominanz bereits in der folgenden Saison erneut unter Beweis stellte und in der Saison 1927/28 seinen ersten offiziellen Meistertitel gewann. 

### Il Grande Torino
Auch die besten Jahre des Vereins sind – ebenso wie seine größte Tragödie – untrennbar mit dem Stadio Filadelfia verbunden. Die in den frühen 1940er Jahren zur mit Abstand besten italienischen Vereinsmannschaft heranreifende Truppe, die aufgrund ihrer Dominanz während der gesamten 1940er Jahre den Beinamen Il Grande Torino erhielt, gewann hier fünf Meistertitel in Folge, und es wären wohl noch mehr geworden, wenn die Meisterschaft zwischen 1943 und 1945 kriegsbedingt nicht zwei Jahre hätte unterbrochen werden müssen.
Doch Il Grande Torino gewann nicht nur fünf Meistertitel in Folge (1943 bis 1949), sondern blieb in dieser historisch bedeutsamen Sportstätte mehr als sechs Jahre beziehungsweise 93 Heimspiele in Folge ungeschlagen und schickte seine Gegner nicht selten mit hohen Niederlagen nach Hause. Diese eindrucksvolle Serie begann am 17. Januar 1943 und endete für die Turiner Meistermannschaft mit dem Flugunfall von Superga am 4. Mai 1949, bei dem 18 Spieler und fünf Mitglieder des Trainerstabs ums Leben kamen.
Im ersten Heimspiel nach der Tragödie trat der seit 1936 als AC Turin firmierende Verein mangels Alternative mit seiner Jugendmannschaft an und der Gegner bot aus Respekt ebenfalls sein Jugendteam auf. Das inzwischen rund 30.000 Zuschauer fassende Stadio Filadelfia war dennoch restlos ausverkauft. 

### Rückzug und Verfall

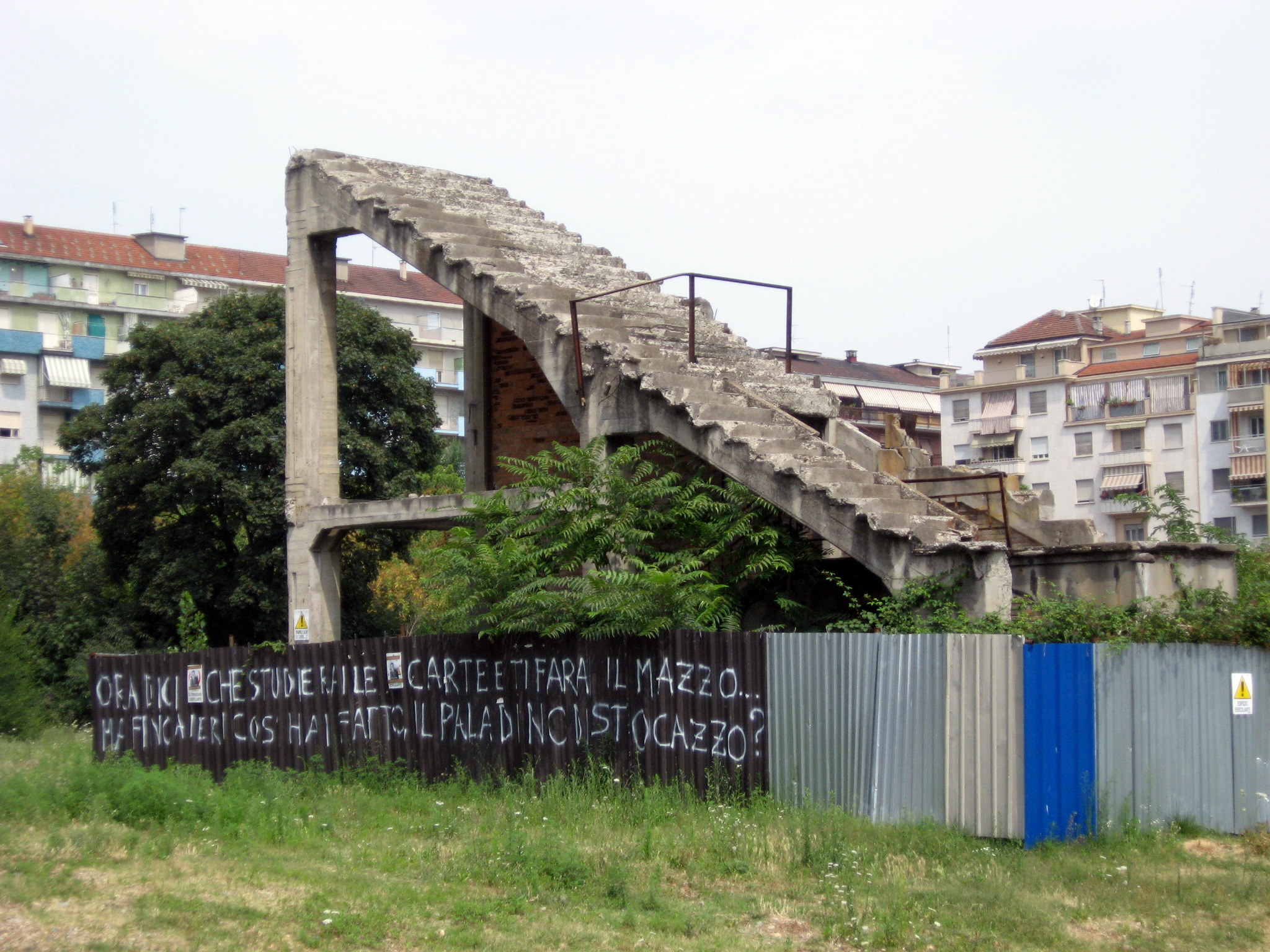
Fragmente des alten Stadio Filadelfia (2009)

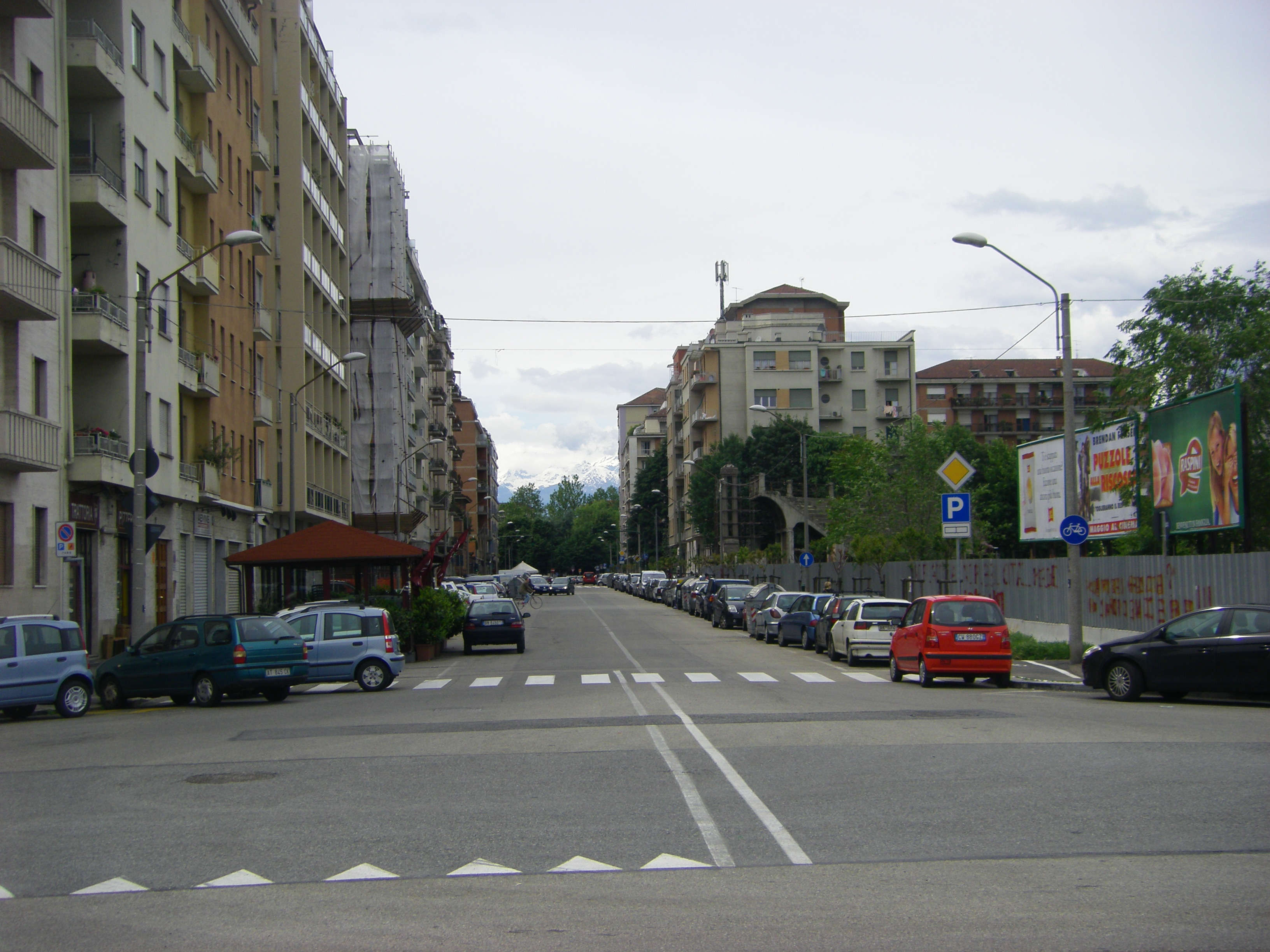
Blick in die Via Filadelfia, von der das ehemalige Stadion (rechts) seinen Namen bezog (2010).

Der AC Turin nutzte das Stadion als Heimspielstätte bis zur Saison 1957/58, an deren Ende er ins benachbarte Stadio Comunale übersiedelte. Doch ein Jahr später stieg der Verein in die Serie B ab und kehrte aus nostalgischen Gründen für die Saison 1959/60 ins Stadio Filadelfia zurück. In jener Saison gelang die Zweitligameisterschaft und die damit verbundene umgehende Rückkehr in die Serie A. Aufgrund des sportlichen Misserfolgs im Comunale und des erfolgreichen Wiederaufstiegs im Filadelfia entschied der Verein sich für die Beibehaltung seiner alten Heimspielstätte. Doch am Saisonende 1962/63 war der Traum der Toro-Fans endgültig ausgeträumt. Am 19. Mai 1963 absolvierte der AC Turin sein letztes Pflichtspiel im Stadio Filadelfia. Gegner in diesem denkwürdigen Spiel, das 1:1 endete, war der SSC Neapel. 
Mit Beginn der Saison 1963/64 absolvierte der AC Turin seine Heimspiele im benachbarten Stadio Comunale, dem heutigen Stadio Olimpico Grande Torino, das sich nur wenige Hundert Meter westlich des Stadio Filadelfia befindet. Seither wurde das Stadion nicht mehr für offizielle Fußballspiele genutzt, diente aber noch bis 1979 als Trainingsstätte der ersten Mannschaft und nach deren Umzug in ein moderneres Trainingscamp für mehrere Jahre als Ausbildungsstätte der Jugendmannschaften. 
In den 1980er Jahren verschlechterte sich die Bausubstanz zusehends, so dass die Tribünen allmählich verfielen. Aufgrund des maroden Zustands wurde das Stadion 1998 abgerissen. Es erinnerte nur eine Metallverkleidung an der ehemaligen Stadionmauer (Foto oben) entlang der Straßen Tunisi, Giovanni Spano, Giordano Bruno und Filadelfia und eine dahinter liegende Rasenfläche sowie zwei verbliebene Tribüneneckpfeiler und das alte Eingangstor (mittleres Foto) an das altehrwürdige Stadio Filadelfia. 
Nur noch einmal kehrte auf den Rasen des ehemaligen Stadio Filadelfia so etwas wie „der große Fußball“ zurück, als zum Gedenken an den Jahrestag der Tragödie von Superga ein Erinnerungsspiel veranstaltet wurde.

## Wiederaufbau
Am 28. März 2011 wurde für den Wiederaufbau die Stiftung Fondazione Stadio Filadelfia gegründet. Am 17. Oktober 2015, auf den Tag genau 89 Jahre nach der Eröffnung des alten Stadio Filadelfia, wurde im Beisein des Vereinsvorsitzenden Urbano Cairo, der Grundstein für den Bau gelegt. Es ist als Trainingsgelände für die Profis und Jugendmannschaften sowie als Spielstätte der Nachwuchsmannschaften konzipiert. Zusätzlich ist es ein Treffpunkt für die Fans und eine Erinnerungsstätte der Grande Torino. Für rund acht Mio. Euro ist das Stadion mit einer Tribüne mit 4.200 Plätzen ausgestattet. Daneben befindet sich ein zweites Spielfeld und ein Vereinsmuseum. Beide Plätze verfügen über eine Rasenheizung.
Das neue Stadio Filadelfia wurde mit Feierlichkeiten am 24. und 25. Mai 2017 wiedereröffnet. Am 1. August 2017 wurde von Cesare Salvadori (Präsident der Fondazione Stadio Filadelfia) und Urbano Cairo ein Mietvertrag über die Nutzung der Anlage unterzeichnet. Der Vertrag läuft über 20 Jahre mit einer Option über sechs weitere Jahre. Der FC Turin zahlt jährlich 205.000 Euro. Der Fußballverein trägt auch die Kosten der Instandhaltung. Die Stiftung wiederum wird die Erlöse aus dem Mietvertrag in den Ausbau der Anlage investieren.